# هری وبستر (بازیکن فوتبال)
هری وبستر یک فوتبالیست انگلیسی بود که به عنوان مهاجم داخلی در لیگ فوتبال انگلیس برای باشگاه بولتون واندررز و چستر سیتی بازی می‌کرد.